# Pseudotaberina
Pseudotaberina es un género de foraminífero bentónico de la familia Soritidae, de la superfamilia Soritoidea, del suborden Miliolina y del orden Miliolida. Su especie tipo es Orbitolites malabarica. Su rango cronoestratigráfico abarcaba el Mioceno inferior.

## Clasificación
Pseudotaberina incluye a la siguiente especie:
- Pseudotaberina malabarica †